# Epopeya Eslava

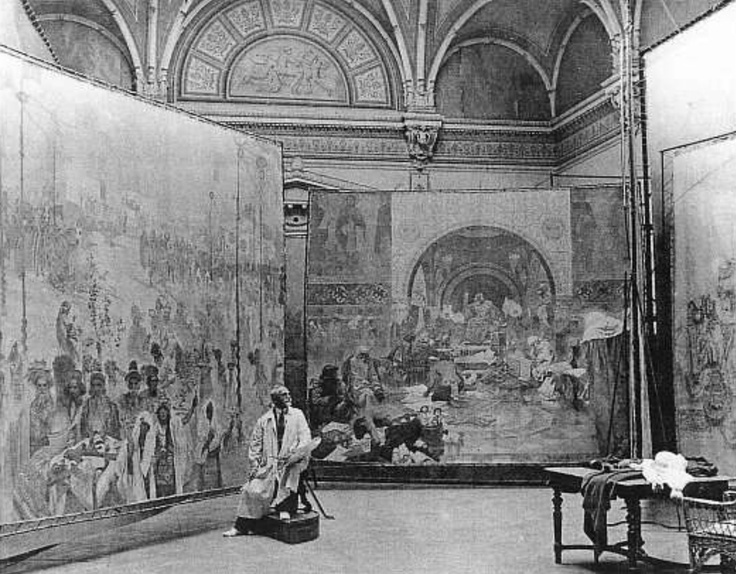
Alfons Mucha trabajando en el ciclo en 1920.

La Epopeya eslava (en checo: Slovanská epopej) es un ciclo de 20 grandes lienzos pintados por el pintor modernista checo Alfons Mucha entre 1910 y 1928. El ciclo muestra la mitología e historia de los checos y demás pueblos eslavos. En 1928, después de terminar su obra monumental, Mucha otorgó el ciclo a la ciudad de Praga, a condición de que la ciudad construyera un pabellón especial para albergarlo. Hasta 2012, la obra fue parte de la exposición permanente en el castillo de la ciudad de Moravský Krumlov, en la Región de Moravia Meridional de la República Checa. En 2012, los 20 trabajos fueron trasladados y desde entonces mostrados juntos en la planta baja del Palacio de Veletržní en una exposición organizada por la Galería Nacional de Praga (catálogo de la exposición: Alfons Mucha – Slovanská epopej).

## Lista de las pinturas
El trabajo consiste en una colección de 20 pinturas, con un tamaño de hasta 6 metros de alto por 8 metros de ancho.
| #  | Imagen | Título                                                             | Subtítulo                                                       | Dimensiones   |
| -- | ------ | ------------------------------------------------------------------ | --------------------------------------------------------------- | ------------- |
| 1  |        | Eslavos en la tierra natal                                         | Entre el látigo turánico y la espada gótica                     | 8.10 × 6.10 m |
| 2  |        | La celebración de Svantovit                                        | Cuando los dioses están en guerra, la salvación está en el arte | 8.10 × 6.10 m |
| 3  |        | Introducción a la liturgia eslava                                  | Alaba al señor en tu lengua materna                             | 8.10 × 6.10 m |
| 4  |        | El búlgaro zar Simeón                                              | El lucero del alba de la literatura eslava                      | 4.80 × 4.05 m |
| 5  |        | El rey checo Otakar II de Bohemia                                  | La unión de las dinastías eslavas                               | 4.80 × 4.05 m |
| 6  |        | La coronación del rey serbio Stefan Dušan como emperador bizantino | El código de la ley eslava                                      | 4.05 × 4.80 m |
| 7  |        | Jan Milíč de Kroměříž                                              | Un burdel convertido en convento                                | 4.05 × 6.20 m |
| 8  |        | El maestro Jan Hus predicando en la Capilla de Belén (Praga)       | La verdad prevalece                                             | 8.10 × 6.10 m |
| 9  |        | El encuentro en Na Křížky                                          | Sub Utraque                                                     | 4.05 × 6.20 m |
| 10 |        | Después de la Batalla de Grunwald                                  | La solidaridad de los eslavos del norte                         | 6.10 × 4.05 m |
| 11 |        | Después de la Batalla de Vitkov                                    | Dios representa verdad, no poder                                | 4.80 × 4.05 m |
| 12 |        | Petr Chelčický en Vodňany                                          | No pagues la maldad con maldad                                  | 6.20 × 4.05 m |
| 13 |        | El rey de los husitas, Jorge de Podiebrad                          | Los tratados deben ser observados                               | 4.80 × 4.05 m |
| 14 |        | La defensa de Szigetvár contra los turcos por Nicolás Zrínyi       | El escudo de la cristiandad                                     | 8.10 × 6.10 m |
| 15 |        | La escuela de los hermanos moravos en Ivančice                     | Dios nos dio el regalo de la palabra                            | 8.10 × 6.10 m |
| 16 |        | Los últimos días de Jan Amos Komenský en Naarden                   | Un destello de esperanza                                        | 6.20 × 4.05 m |
| 17 |        | El sagrado Monte Athos                                             | Protegiendo los tesoros literarios ortodoxos más antiguos       | 4.80 × 4.05 m |
| 18 |        | El juramento de Omladina bajo el tilo eslavo                       | El renacimiento eslavo                                          | 4.80 × 4.05 m |
| 19 |        | La liberación del campesinado ruso                                 | Trabajar en libertad es la base de un estado                    | 8.10 × 6.10 m |
| 20 |        | La glorificación de las naciones eslavas                           | El eslavismo para la humanidad                                  | 4.05 × 4.80 m |